# Saint-tropez-i tengeri ütközet
A saint-tropez-i tengeri csata egy kisebb kisebb tengeri ütközet volt az osztrák örökösödési háború során, melyet 1742. június 14-én vívtak meg Saint-Tropez partjai előtt. Egy kisebb brit hajóraj Richard Norris kapitány vezetésével lángba borított öt spanyol gályát a francia kikötőben. Norris meglepetésszerű támadást indított a gályák ellen Sainte Marguerite közelében, a menekülő hajókat üldözőbe vette, és a kikötőbe kényszerítette őket. A brit kapitány annak ellenére, hogy Franciaország semleges volt, a gályákat követve behatolt a kikötőbe, és elpusztította azokat csekély károk elszenvedése mellett.

## Az ütközet
1742-ben a Királyi Haditengerészet földközi-tengeri kötelékeinek főparancsnoka, Nicholas Haddock tengernagy lemondott tisztségéről, miután képtelen volt a spanyol flottát harcra kényszeríteni. Helyét ideiglenesen Richard Lestock ellentengernagy, majd a hét sorhajóból álló erősítéssel érkező Thomas Matthews altengernagy vette át a főparancsnoki beosztásban. Matthews a brit flottát a piemonti Villefranche-sur-Mer kikötőjében állomásoztatta a Hyères szigeteknél, és számos hajórajt küldött ki cirkálni a spanyol hajók felkutatására.
1742. június 13-án a Garoupe-foknál (Cannes és Nizza közt) Richard Norris kapitány parancsnoksága alatt álló cirkáló brit hajóraj öt ágyúkat és katonai felszerelést szállító spanyol gályát észlelt, melyek épp elhagyták a horgonyzóhelyüket Sainte Marguerite-nél. A gályák a Patrona, a San Felipe, a Soledad, a Santa Teresa és a San Genaro voltak, parancsnokuk Don Donato Domas tábornok volt. Norris a zászlóshajójául szolgáló négy ütegsoros, 60 ágyús sorhajón, a HMS Kingstonon kívül az 50 ágyús HMS Oxford sorhajó, a Spence ágyúnaszád és a Duke gyújtóhajó felett rendelkezett, és üldözőbe vette velük a spanyol köteléket, s Saint-Tropez kikötőjéig üldözte őket.
Norris a kikötőhöz érve üzenetet küldött Saint-Tropez kormányzójának, követelve, hogy a spanyol gályáktól tagadja meg az oltalmat, és szólítsa fel őket a kikötő elhagyására. A francia helytartó nemet mondott az angol követelésre, mire válaszul az este folyamán Norris felkészült a támadásra. A két sorhajója a mólóhoz közel vetett horgonyt, majd éjjel egy órakor Callis kapitány gyújtóhajójával a kikötőkben horgonyzó spanyol hajók felé vette az irányt, hogy felgyújtsa azokat a két sorhajó fedezete mellett. Amint a gyújtóhajó behajózott a kikötőbe, a spanyol gályák tüzet nyitottak. A Duke akciója sikerrel járt, és az öt gálya tüzet fogott, s a gyújtóhajóval együtt a lángok martalékává vált. A spanyol tengerészek a vízbe ugráltak, és úszva érték el a partot. A túlélők Juan José Navarro tengernagy Toulonban állomásozó flottájához csatlakoztak.

## Következmények

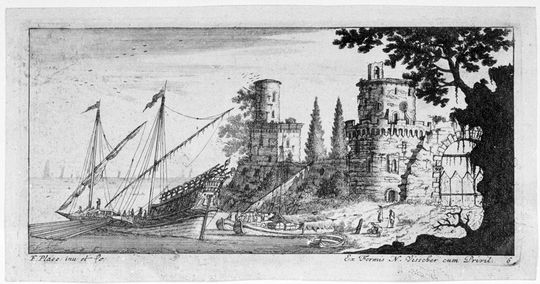
Egy vár közelében horgonyzó gálya, Francis Place alkotása

A francia hatóságok panaszt nyújtottak be a semlegességük megsértése miatt. Callis kapitányt, a Duke parancsnokát II. György brit király arany medállal tüntette ki, és a HMS Assistance-ra helyezték át. Donato Domast és a spanyol gályák parancsnokait hadbíróság elé állították, de felmentették őket, miután megállapították, hogy a kötelességüknek megfelelően jártak el.

## Fordítás
- Ez a szócikk részben vagy egészben  az   Action of 14 June 1742 című angol Wikipédia-szócikk ezen változatának fordításán alapul.  Az eredeti cikk szerkesztőit annak laptörténete sorolja fel. Ez a jelzés csupán a megfogalmazás eredetét és a szerzői jogokat jelzi, nem szolgál a cikkben szereplő információk forrásmegjelöléseként.